# Guiniella tropica
Guiniella tropica es una especie de araña araneomorfa de la familia Micropholcommatidae. Es el único miembro del género monotípico Guiniella. Es originaria de Papúa Nueva Guinea donde se encuentra a 2200 metros en la Provincia de Tierras Altas Orientales.